# Arbeitspferd

Kreiselschwader mit Bodenantrieb / zweispännig

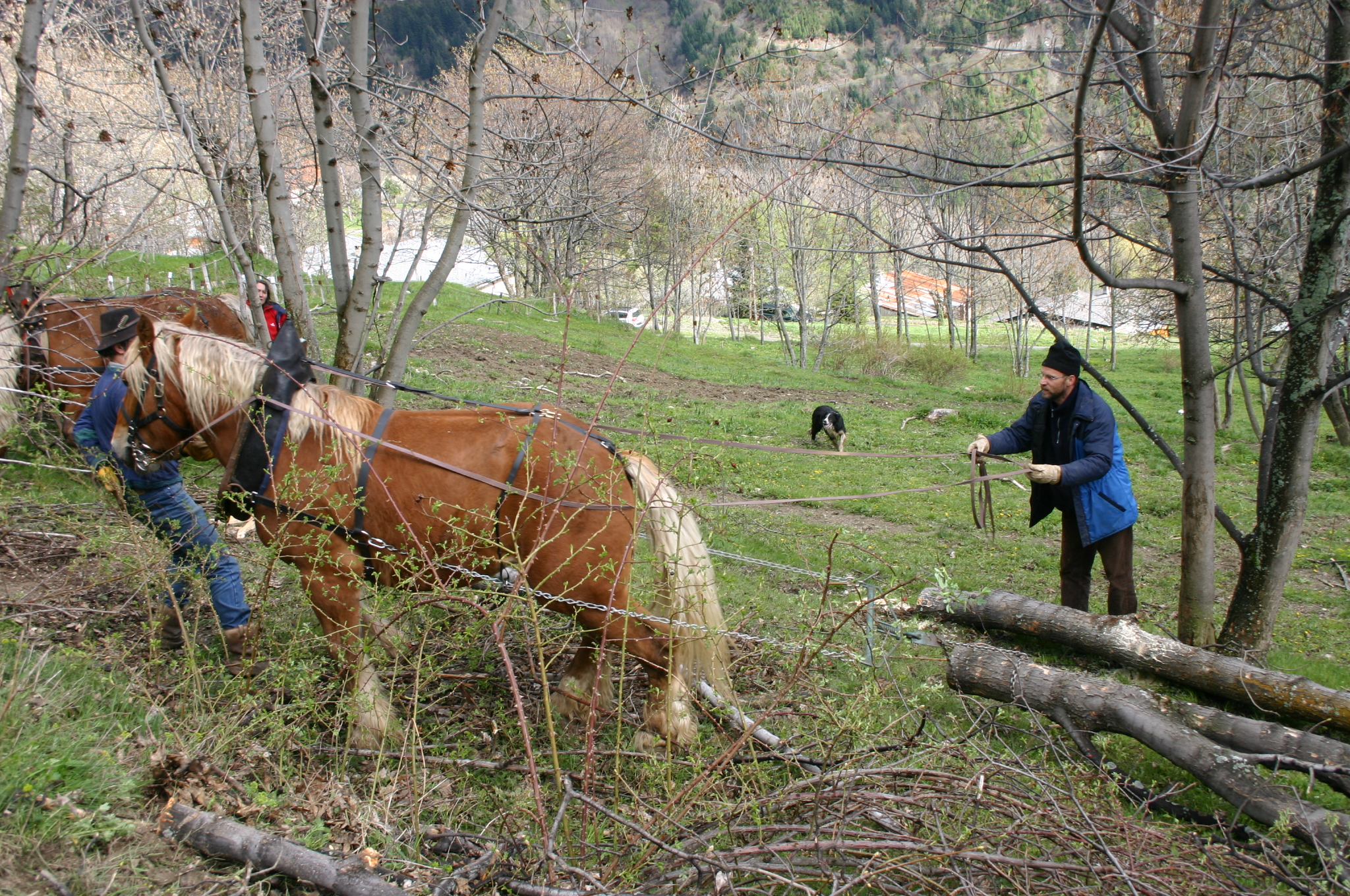
Holzrücken

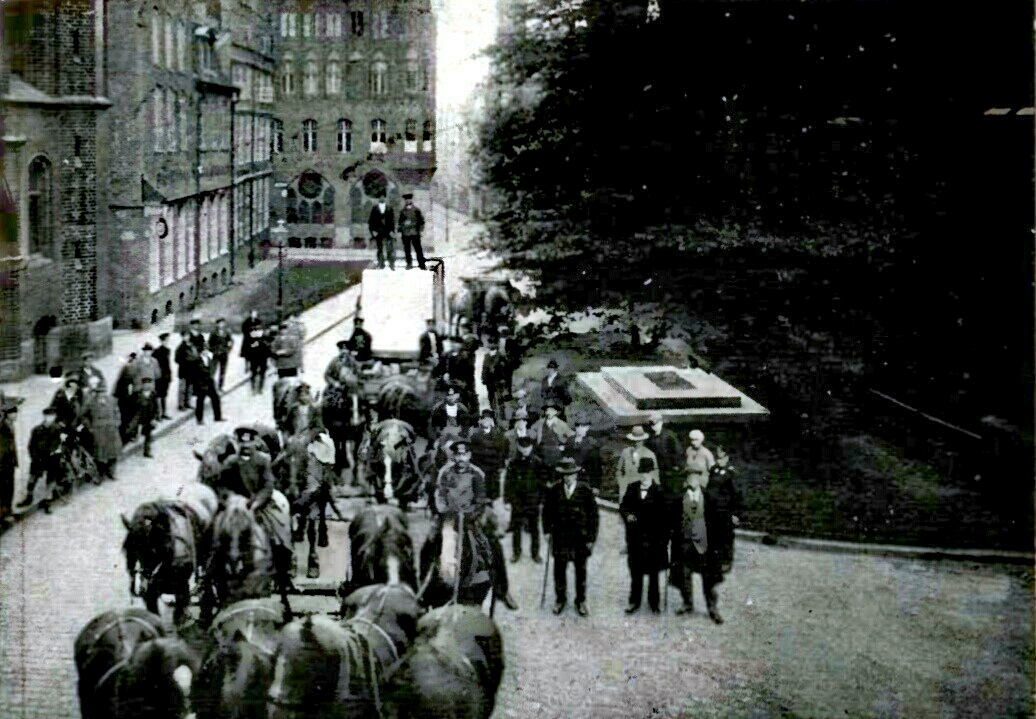
Ankunft des von zwölf Pferden gezogenen Granitsteines bei St. Marien in Lübeck (1929)

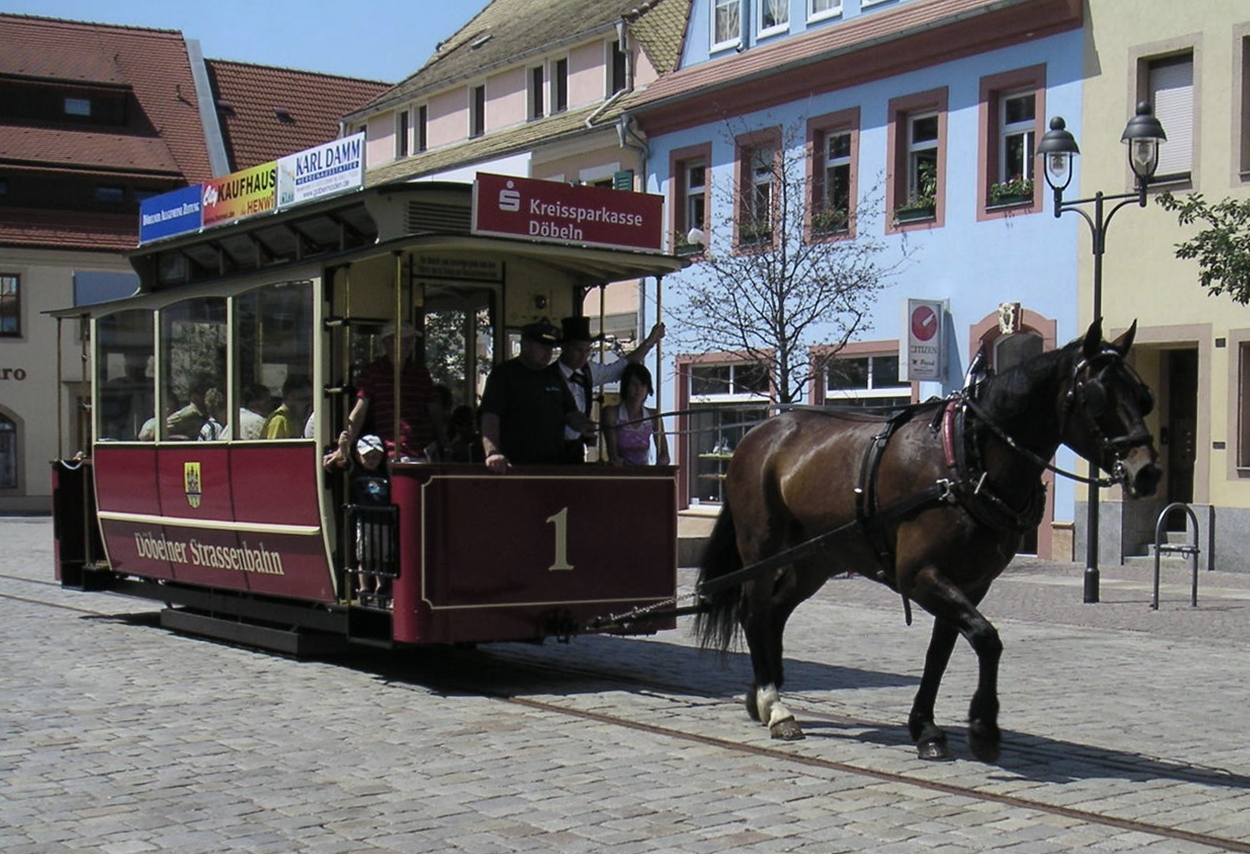
Pferdebahn in Döbeln (2007)

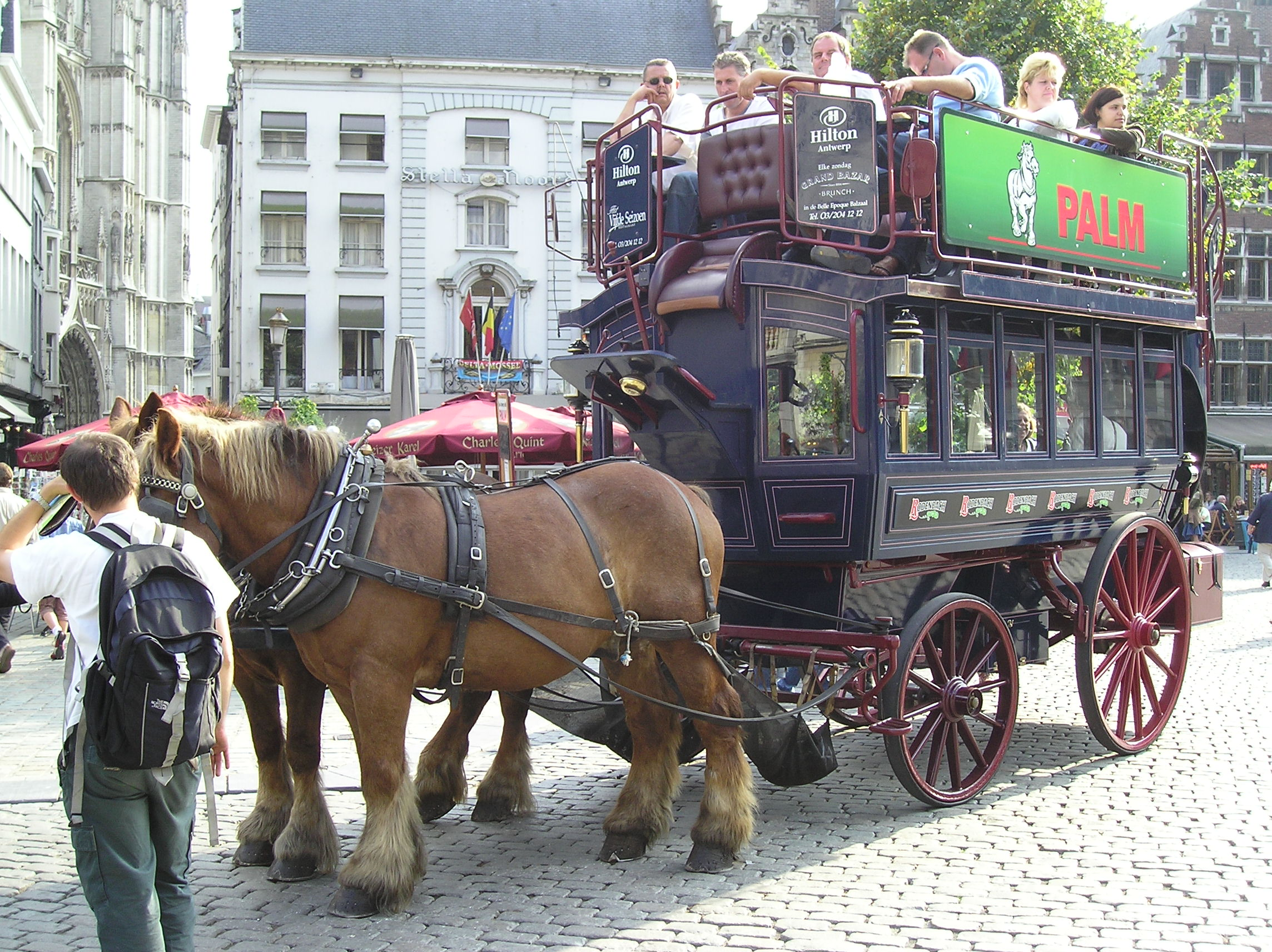
Touristenbus in Antwerpen (2005)

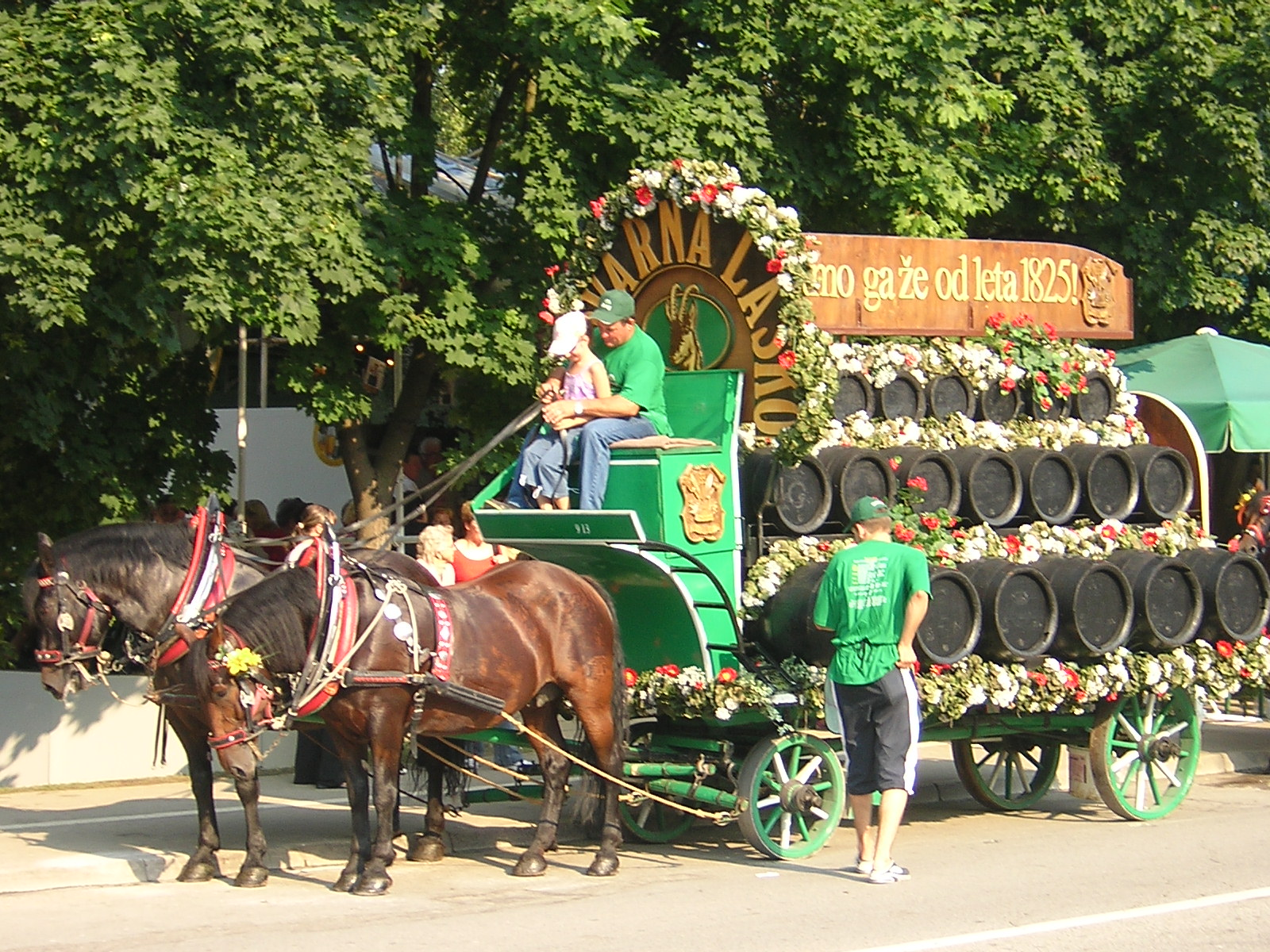
Brauereiwagen

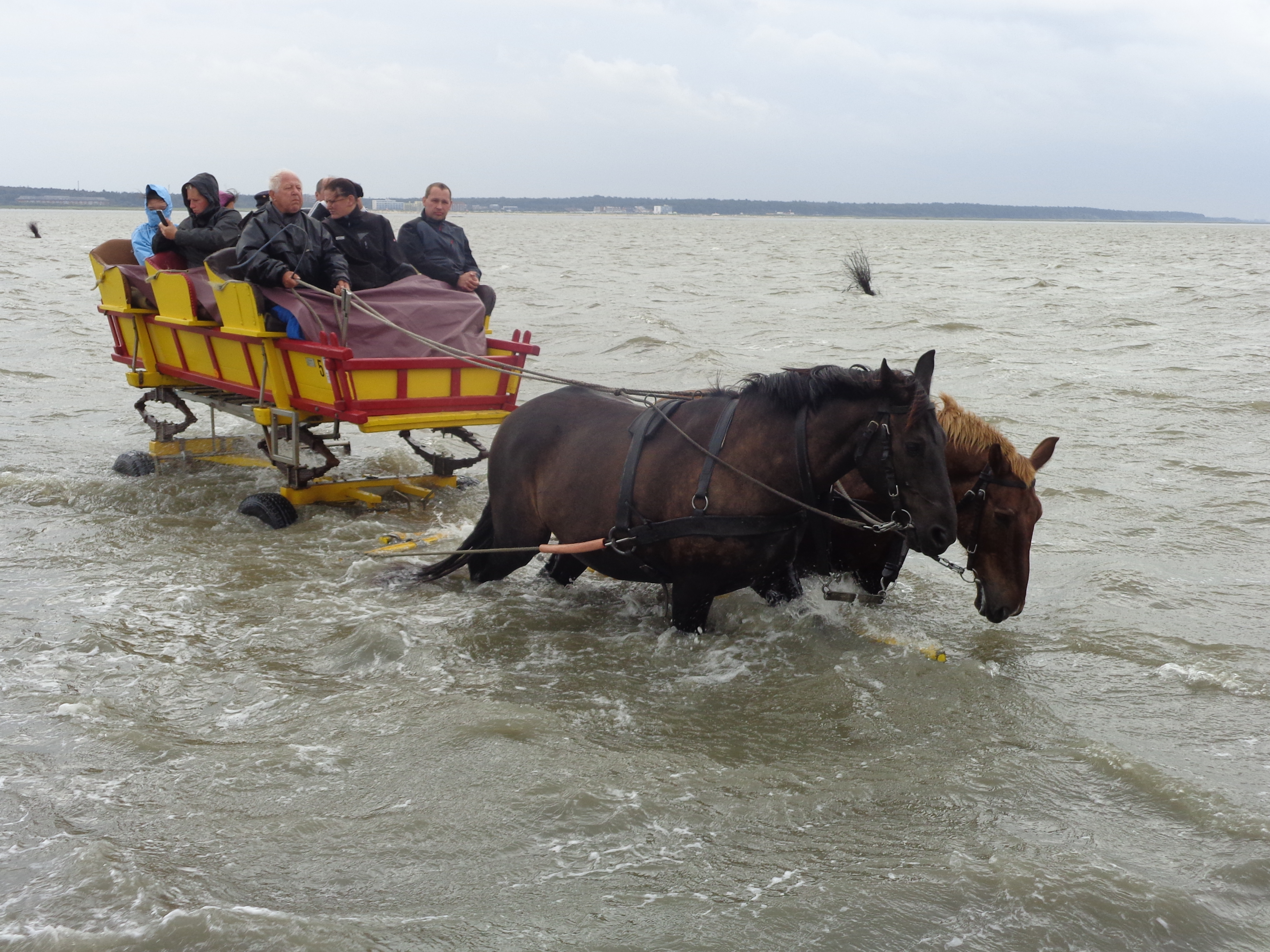
Wattwagen vor Neuwerk (2014)

Als Arbeitspferd oder Zugpferd bezeichnet man Hauspferde, die zur Verrichtung von Arbeit eingesetzt werden und auf Zuglast spezialisiert sind.

## Arbeitsgebiete
Zu den Aufgaben von Arbeitspferden zählt der Einsatz in der Landwirtschaft, im Forst, im Transportgewerbe, im kommunalen Bereich und im Tourismus. Es werden Geräten, Maschinen und Wagen für landwirtschaftliche und forstwirtschaftliche Tätigkeiten, zum Transport von Gütern und Personen, u. a. angespannt.
Eine spezielle Aufgabe für Arbeitspferde liegt in verschiedenen Therapien für Menschen.
Vereinzelt werden Arbeitspferde auch noch für Werbezwecke benutzt, z. B. als Brauereigespanne. Grubenpferde im Bergbau gibt es glücklicherweise wohl kaum mehr.
Einsatzbereiche:
Landwirtschaft:
In der modernen Landwirtschaft nehmen Arbeitspferde je länger je mehr Raum ein, besonders im Biolandbau und in der Regenerativen Landwirtschaft. Dies auf Grund der überwiegenden Vorteilen:
- minimale Bodenverdichtung
- klima-positive Gesamtbilanz
- keine Reparaturen, läuft immer, braucht kein Bordwerkzeug
- produziert und „erntet“ seine Energie selber
- reproduziert sich selber
- „slow working“
Nachteile:
- kleinere Leistungen
- erfordert Füttern, Stallarbeit, Pflege
Forstwirtschaft:
In der Waldarbeit leistet das Arbeitspferd vor allem in den Bergwäldern, wo keine Maschinen hingelangen, und Wäldern ohne Rückegasse hervorragende Arbeit. Auch Geräte zur Waldverjüngung werden eingesetzt. Im kombinierten Verfahren kommen sowohl große Walderntemaschinen, wie auch Rückepferde zum Einsatz. Das Arbeitspferd rückt dabei die Stämme bis in die Rückegasse vor, wo sie von einem Forwarder entgegengenommen werden.
Kommune
Im kommunalen Bereich werden die Pferde z. B. in Fußgängerzonen eingesetzt, für die Abfallbeseitigung, um Blumen zu gießen u. a.
Transport:
Vielerorts kommen Pferdegespanne für touristische Fahrten zum Einsatz. Das Transportgewerbe benötigt kaum mehr Pferde.
Therapie:
Verschiedene Therapieformen mit Pferden sind sehr effizient und erfolgversprechend. Hierzu zählen "Gestützte  Tiertherapie, Therapeutisches Reiten und die Hyppotherapie.
In den Anfangszeiten des Schienenverkehrs wurden im 19. Jahrhundert häufig Pferde im öffentlichen Personennahverkehr als Zugtiere für Pferdebahnen als Eisen- oder Straßenbahn eingesetzt, bis sie noch vor dem 20. Jahrhundert durch die Dampflokomotive oder den elektrischen Straßenbahn-Triebwagen verdrängt wurden. In vielen Städten existierende Pferdeomnibus-Linien wurden durch motorbetriebene Omnibusse verdrängt.
Im 19. Jahrhundert beförderten Kanalpferde Lastkähne mit Passagieren oder Frachtgut auf Treidelpfaden.
Der Begriff Arbeitspferd wird heute im übertragenen Sinne auch für robuste Maschinen und Menschen gebraucht.

## Rassen
Als Arbeitspferde wurden vorwiegend Kaltblüter und Ponys verwendet.
Aus Gebirgsregionen stammen kleine, leichte Arbeitspferdrassen im Kleinpferdetyp, wie Norweger und Haflinger. Diese werden bereits seit den 1970er Jahren auf Reitpferdeeigenschaften gezogen, so dass es einen modernen leichten Schlag und einen schwereren älteren Schlag gibt. Beim Norweger wurden die Reitpferdepoints durch Selektion in Reinzucht erreicht, während Haflinger mit viel arabischem Blut veredelt wurden. Der etwas größere Freiberger ist ebenfalls eine leichte Arbeitspferderasse aus dem Schweizer Jura-Gebirge.
Moderne Kaltblutzucht ist heutzutage vor allem in Nordamerika zu finden. Es handelt sich dabei durchweg um veredelte europäische Kaltblutrassen. Allerdings versucht man in der jüngsten Zeit in Europa durch Zukäufe von nordamerikanischen Hengsten, die schweren, europäischen Linien wieder zu modernisieren.
Durch die Mechanisierung im 20. Jahrhundert sind viele der schweren europäischen Kaltblutrassen vom Aussterben bedroht; die Landwirtschaft hat keinen Bedarf mehr an ihnen und das Interesse einzelner Liebhaber reicht zu ihrer Erhaltung kaum aus.
Leichtere Kaltblüter haben seit den 1990er Jahren unter Freizeitreitern neue Anhänger gefunden. Sie schätzen ihre imposante Erscheinung,  ihre Genügsamkeit in der Haltung und den zuverlässigen Charakter der Tiere, durch den sie sich auch für Anfänger eignen. Im Freizeitbereich besonders beliebt sind leichtere Kaltblutrassen mit viel Langhaar, Kötenbehang und auffälligem Aussehen, beispielsweise Tinker oder Schwarzwälder Füchse und Friesen, die als Wagenpferde eher im Typ von schweren Warmblütern stehen, ohne jedoch deren Ausdauer zu besitzen.
Bei diesen Rassen werden daher heute auch leichtere und gängigere Pferde gezüchtet, welche immer langsam dem schweren Warmblut nahekommen. Solche Pferde sind für den schweren Zug weniger gut geeignet. Diese Zuchtrichtungen bewahren die Rassen jedoch vor dem Aussterben und können sowohl in der Landwirtschaft als auch in der Freizeit eingesetzt werden.